# ستيفن رينبو
ستيفن رينبو (بالإنجليزية: Stephen Rainbow)‏ هو سياسي نيوزلندي، ولد في 26 يناير 1961 في كرايستشرش في نيوزيلندا. حزبياً، نشط في Values Party ‏.